# أنخيل مارتين غارسيا
أنخيل مارتين غارسيا (و. 1978  م) هو لاعب كرة قدم أندوري، ولد في أندورا لا فيلا، مركز لعبه هو مُدَافِع.

## روابط خارجية
- أنخيل مارتين غارسيا على موقع قاعدة بيانات كرة القدم.إي يو (الإنجليزية)
- أنخيل مارتين غارسيا على موقع ناشيونال فوتبول تيمز (الإنجليزية)
- أنخيل مارتين غارسيا على موقع Soccerway.com (الإنجليزية)
- أنخيل مارتين غارسيا على موقع عالم كرة القدم.نت (الإنجليزية)